# Delegacia

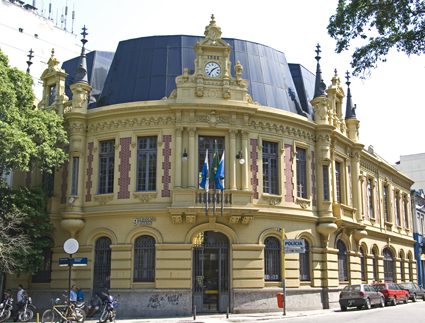
Delegacia no bairro do Catete, Rio de Janeiro.

Uma delegacia (também designada distrito policial) é uma unidade policial fixa para o atendimento ao público, base e administração de operações policiais, investigações criminais e detenção temporária de suspeitos e presos em flagrante delito. 
Para além do seu significado formal, o termo "delegacia" é usado popularmente no Brasil para designar genericamente qualquer instalação policial, um pouco à semelhança dos termos "esquadra" em Portugal, "estação de polícia" (em inglês:  police station) nos países anglo-saxônicos ou "comissariado" (em castelhano:  comisaria) em países de língua espanhola. 
Em algumas Polícias Militares estaduais existem, ainda, as delegacias de Polícia Militar ou delegacias de Polícia Judiciária Militar, às quais compete, primordialmente, o registro e a detenção provisória de militares estaduais que tenham cometido infrações penais castrenses ou não, sendo, normalmente, a parte operacional das corregedorias dessas instituições.
Importante ressaltar que existem órgãos designados "delegacias" que não são de polícia, constituídas por delegados regionais de entidades civis e não governamentais, que são pessoas que têm "delegado" a elas poder para falar em nome destas entidades em determinada região, por exemplo:
"Delegado Regional do CNBC para Vitória-ES e Região", esta pessoa representa o CNBC - Conselho Nacional de Bombeiros Civis - Brasil, que é uma entidade civil, não governamental e voluntária.
Da mesma forma existem "delegados" e "delegacias" de entidades internacionais no Brasil, como da AHA - Associação Americana do Coração, da ONU - Organização das Nações Unidas e tantos mais.

## Histórico
Tem esse nome devido ao fato de que uma Delegacia deve, obrigatoriamente, ser dirigida por um policial de carreira, cujo cargo denomina-se delegado de Polícia, cujo exercício exige que tal policial seja graduado (curso superior) em Direito.
Na linguagem corrente, em Portugal e em outros países de língua portuguesa, o estabelecimento equivalente chama-se "esquadra de polícia", ainda que formalmente este termo só se aplique às subunidades da Polícia de Segurança Pública e das polícias equivalentes de outros países.
No Brasil, além do delegado, existem outros policiais civis, profissionais qualificados que atuam em uma delegacia: Escrivão de Polícia, Investigador de Polícia (ou em alguns Estados, Agente de Polícia, Agente Policial, Detetive, Inspetor, Comissário), Agente de Telecomunicações Policial, Papiloscopista Policial, Carcereiro Policial, dentre outros cargos públicos, sendo todos civis e providos no cargo somente mediante aprovação em concurso público. O Delegado de Polícia e o Escrivão de Polícia são cargos exclusivos da polícia judiciária. Ainda no Brasil, o termo "delegacia" é amplamente usado em unidades pertencentes à Polícia Civil, órgão estadual ou federal (delegacias de polícia federal) de polícia judiciária encarregado da investigação criminal e responsável pela  elaboração dos boletins ou registros de ocorrência, da apuração das infrações penais e consequentemente da instauração do procedimento de investigação denominado Inquérito Policial.

## O policial civil
O organograma das Delegacias varia de Estado para Estado no Brasil e seu efetivo se constitui basicamente dos seguintes cargos e funções:

### Delegado de Polícia
Funcionário público  (concursado, formado em curso superior de Direito).
É uma autoridade policial e tem a função de presidir o Inquérito Policial, além de coordenar as demais ações da unidade e seus agentes.
Pode agir em qualquer espécie de crimes, mas pode haver especializações dentro de uma mesma delegacia ou distrito como:
Crimes Contra o Patrimônio (Furtos, Roubos, Estelionatos) podendo ainda se subdividir em mais especializações e seções em uma mesma delegacia, como furto e roubo de veículos, furto, roubo e desvio de cargas, crimes contra a administração pública e contra a fazenda, fraudes e defraudações, extorsão mediante sequestro entre outros, sendo interessante frisar que com relação a este último ilícito penal, popularmente conhecido como sequestro, geralmente, existe em cada estado ou grandes cidades uma Delegacia e Delegados Especiais para reprimi-lo, onde são denominados de Departamentos de Operações Especiais, Grupo Anti-Sequestro ou Delegacia Anti-Sequestro, dependendo do Estado;
Homicídios e demais Crimes Contra a Vida, que englobam basicamente homicídios, lesões corporais, ameaças, estupros, pessoas desaparecidas, entre outros;
Tóxicos e Entorpecentes, especializada em crimes que envolvam a produção, distribuição e venda de drogas ilícitas;
Vigilância Geral ou Capturas, atua na captura, guarda, transporte de detentos.
Tais especializações tendem a direcionar cada equipe a agir especificamente (não exclusivamente) naquele tipo penal de sua lotação, proporcionando assim uma interação mais eficaz dos policiais ali lotados.

### Escrivão de Polícia
Exerce atividades envolvendo supervisão, coordenação, orientação, controle e chefia de equipes de escrivães, bem como o assessoramento às autoridades superiores em assuntos técnicos especializados relacionados ao cumprimento das formalidades legais necessárias em procedimentos dos atos de polícia judiciária, e demais serviços cartorários, bem como investigação policial. O Escrivão de Polícia possui a prerrogativa exclusiva da lavratura do Auto de Constatação, documento classificado em nível de pré-laudo para o corpo do Inquérito Policial. No estado do Rio de Janeiro essa categoria funcional, a partir de 2004, recebeu a denominação de  Oficial de Cartório Policial, como artifício legal para absorver a categoria de Escrevente.

### Investigador de PolíciaouInspetor de Polícia
Exerce com autonomia ou sob supervisão, atividades envolvendo supervisão, atividades de natureza qualificada, coordenação, orientação, controle e chefia de equipes de policiais civis, bem como assistência às autoridades superiores, em assuntos técnicos especializados e fiscalização de trabalhos de segurança, investigações e operações policiais. Ainda, a segurança das autoridades, de bens e de serviços ou áreas de interesse da segurança interna, bem assim investigações e operações policiais, com vistas à apuração de atos e fatos que caracterizam infrações penais. Tudo relacionadas às investigações e operações policiais, com vistas à prevenção e apuração de condutas que caracterizem ilícitos penais. A a nomenclatura da função varia de acordo com o órgão de polícia judiciária, podendo ser "Detetive", "Detetive-Inspetor", "Agente de Polícia" ou "Comissário de Polícia", com algumas variantes nas atribuições de acordo com o estado e com a nomenclatura.

### Papiloscopista Policial
Exerce atividades técnicas e científicas, envolvendo supervisão, orientação, revisão e execução especializada de trabalhos papiloscópicos, relativos à tomada de impressões papilares, coleta e análise, classificação, pesquisa e arquivamento de informações e, ainda, estudos e pesquisas, objetivando o aprimoramento do sistema em qualquer órgão policial civil.
Na Polícia Federal, além das atribuições inerentes aos Papiloscopistas ou Peritos Papiloscopistas das Polícias Civis, são responsáveis pela identificação de pessoas através dos demais métodos disponíveis, além das impressões digitais, identificação por íris, retina ocular, biometrias suaves, operação de softwares de reconhecimento facial, retrato falado, levantamento de fragmentos de impressões digitais em locais e crime, operação de bancos de antecedentes criminais, entre outras atribuições.

## Delegacias especializadas
Em apoio ao trabalho das delegacias distritais, surgiram as delegacias especializadas como resultado do desenvolvimento da atividade criminosa que também se especializou, organizou-se em quadrilhas e estendeu as suas ações por largas faixas territoriais. As principais delegacias especializadas reprimem o tráfico de entorpecentes, o roubo e o furto, inclusive de automóveis, as fraudes ou defraudações, com a indispensável inclusão das delegacias de homicídios, dentre essas unidades, pela importância do bem jurídico protegido que é a vida humana.
São delegacias especializadas: Delegacia de Atendimento à Mulher, Delegacia de Atendimento à Terceira Idade, Delegacia de Polícia Fazendária, Delegacia de Proteção ao Meio Ambiente, Delegacia de Homicídios, Delegacia de Repressão aos Crimes de Informática, Delegacia de Crimes contra a Saúde Pública, Delegacia de Repressão aos Crimes contra a Propriedade Imaterial, Delegacia de Roubos e Furtos de Automóveis, Delegacia de Proteção à Infância e Adolescência.
Delegacia de Costumes
A Delegacia de Costumes, tem por competência atuar nas denominadas contravenções penais. Ao longo da história, teve funções diversas como “investigar, prevenir e reprimir a prostituição, evitando que afetassem a moralidade pública, as ações que pudessem afetar a honra e a dignidade das famílias, as manifestações que contrariassem a moral e os bons costumes, além da venda ou mesmo a exposição de livros, desenhos e gravuras que ofendessem a moral”. Também teve como função reprimir os vadios, os embriagados e os falsos mendigos que andavam perambulando pelas ruas, já que eram considerados "inimigos da sociedade", e até mesmo coibir a realização de rituais de feitiçaria, o que incluía a prática de candomblé e umbanda. Na Conferência Nacional de Polícia, realizada no Rio de Janeiro em 1951, chegou a ser feita a proposta de que era necessário que as autoridades examinassem a "conveniência ou necessidade de impedir a circulação de publicações obscenas, tanto as ilustradas como as simplesmente escritas”. Ainda existente em alguns estados brasileiros;